# Uromyces bauhiniicola
Uromyces bauhiniicola ist eine Ständerpilzart aus der Ordnung der Rostpilze (Pucciniales). Der Pilz ist ein Endoparasit von Bauhinien. Symptome des Befalls durch die Art sind Rostflecken und Pusteln auf den Blattoberflächen der Wirtspflanzen. Sie ist in Mexiko verbreitet.

## Merkmale

### Makroskopische Merkmale
Uromyces bauhiniicola ist mit bloßem Auge nur anhand der auf der Oberfläche des Wirtes hervortretenden Sporenlager zu erkennen. Sie wachsen in Nestern, die als gelbliche bis braune Flecken und Pusteln auf den Blattoberflächen erscheinen.

### Mikroskopische Merkmale
Das Myzel von Uromyces bauhiniicola wächst wie bei allen Uromyces-Arten interzellulär und bildet Saugfäden, die in das Speichergewebe des Wirtes wachsen. Die Spermogonien der Art wachsen versprengt oberseitig auf den Wirtsblättern. Die Aecien der Art und ihre Aeciosporen sind unbekannt. Uredien werden anscheinend nicht ausgebildet. Die beidseitig in wachsenden Telien der Art sind gelb- oder schwarzbraun, pulverig und unbedeckt. Die gold- bis kastanienbraunen Teliosporen sind einzellig, in der Regel breitellipsoid, warzig und meist 16–26 × 14–20 µm groß. Ihre Stiele sind farblos und bis zu 40 µm lang.

## Verbreitung
Das bekannte Verbreitungsgebiet von Uromyces bauhiniicola umfasst lediglich Mexiko.

## Ökologie
Die Wirtspflanzen von Uromyces bauhiniicola sind Bauhinien. Der Pilz ernährt sich von den im Speichergewebe der Pflanzen vorhandenen Nährstoffen, seine Sporenlager brechen später durch die Blattoberfläche und setzen Sporen frei. Die Art durchläuft einen wahrscheinlich mikrozyklischen Entwicklungszyklus mit Spermogonien, Aecien und Telien und macht keinen Wirtswechsel durch.